# آبعلی
آبْعَلی، شهری در استان تهران که در بخش رودهن از توابع شهرستان دماوند قرار دارد.

## تقسیمات کشوری
شهر آبعلی در ۲۵ اسفند ۱۳۸۳ با تصویب مجلس از ادغام روستای آبعلی با روستای مبارک‌آباد و نقاط جمعیتی سرپولک و قائم‌محله از توابع همین بخش تأسیس شد.
این شهر دارای چند شهرک و روستا می‌باشد؛ که شهرک‌های آن عبارتند از: شهرک مدرس، شهرک هزار دشت و شهرک برق؛ و روستای این شهر عبارتند از: روستای احمدیه، روستای قائم محله، روستای مبارک‌آباد

## جمعیت

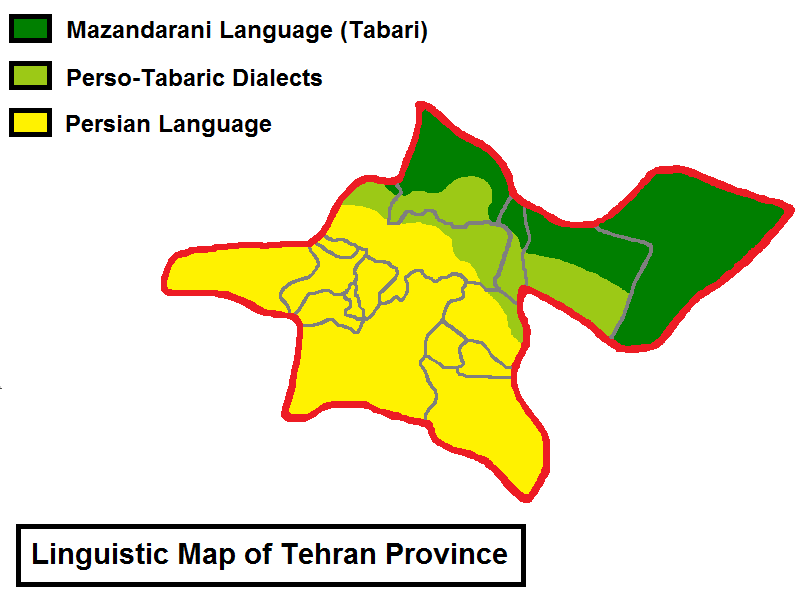
نقشهٔ زبانی استان تهران ،رنگ سبز تیره زبان مازندرانی ، رنگ سبز روشن گویش های فارسی-مازندرانی(تجریشی، لواسانی و دماوندی) ، رنگ زرد زبان فارسی

براساس سرشماری سال ۱۳۹۵ ایران، جمعیت این شهر برابر با ۲٬۷۵۸ نفر (۸۷۵ خانوار) شامل ۱٬۴۴۸ مرد و ۱٬۳۱۰ زن بوده‌است.
مردم آبعلی از قومیت طبری هستند و به زبان طبری دماوندی که گویشی از زبان مازندرانی است صحبت می کنند.

## نگارخانه

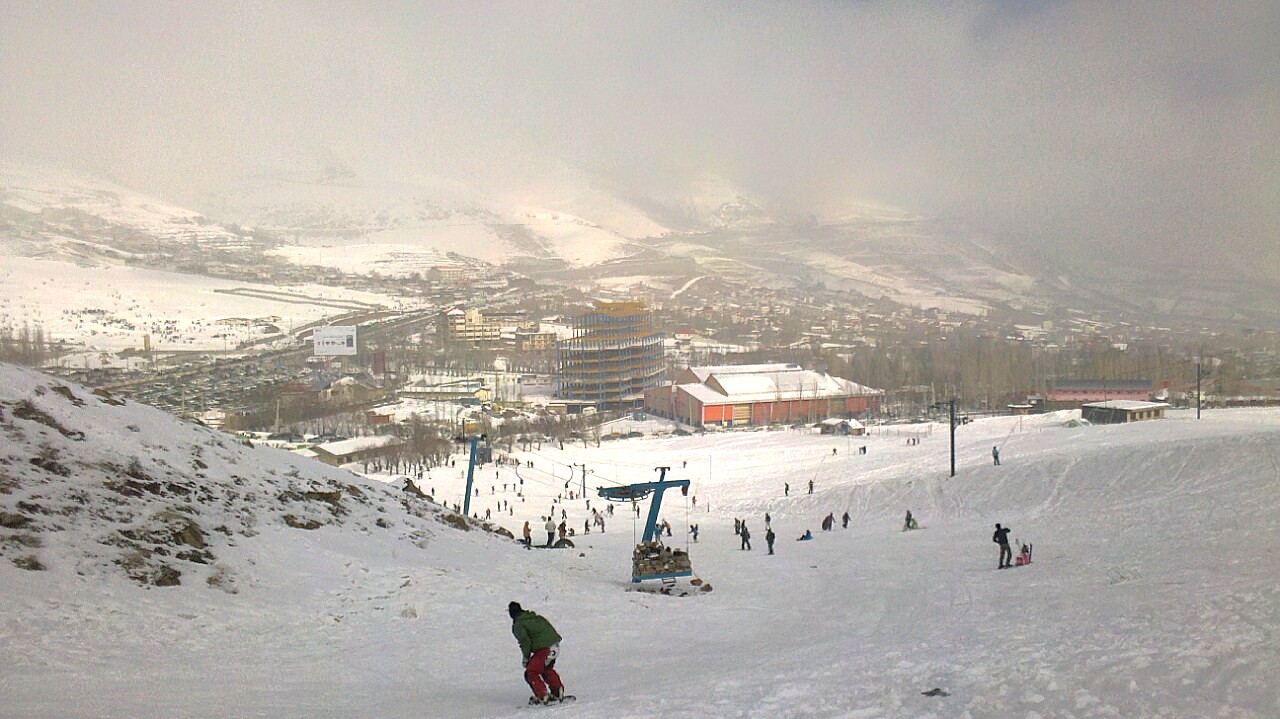
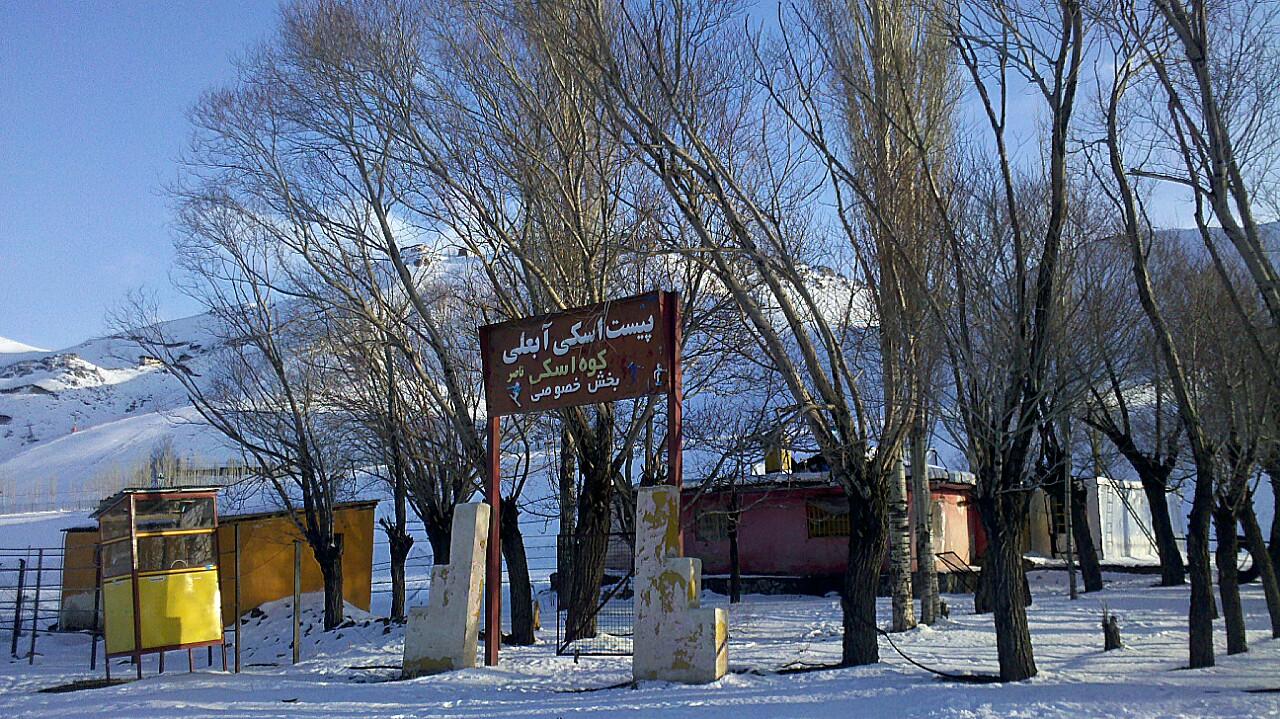
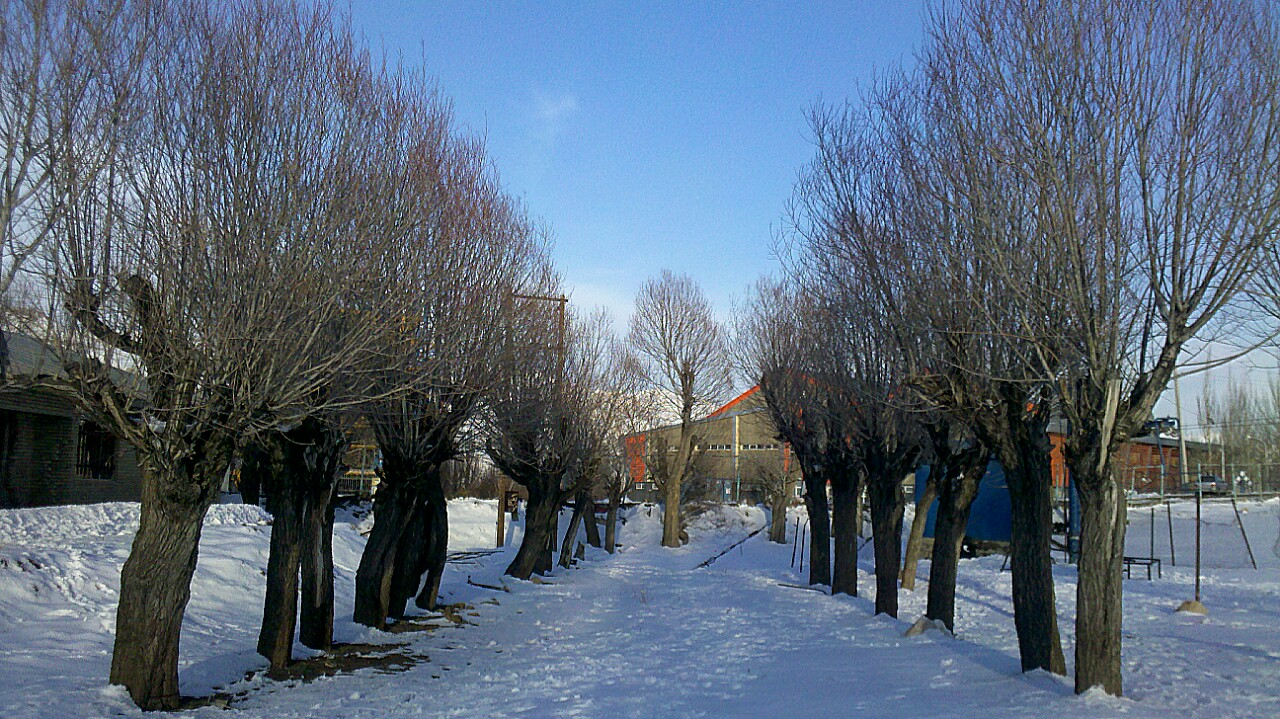
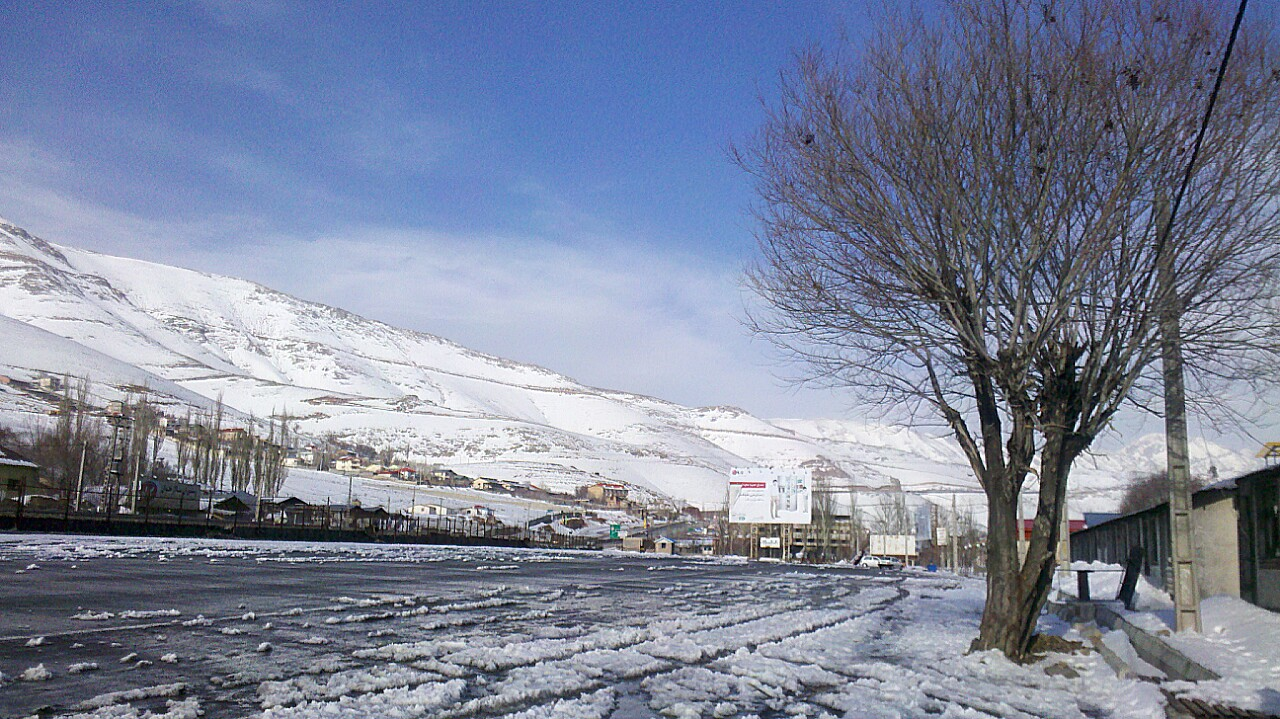
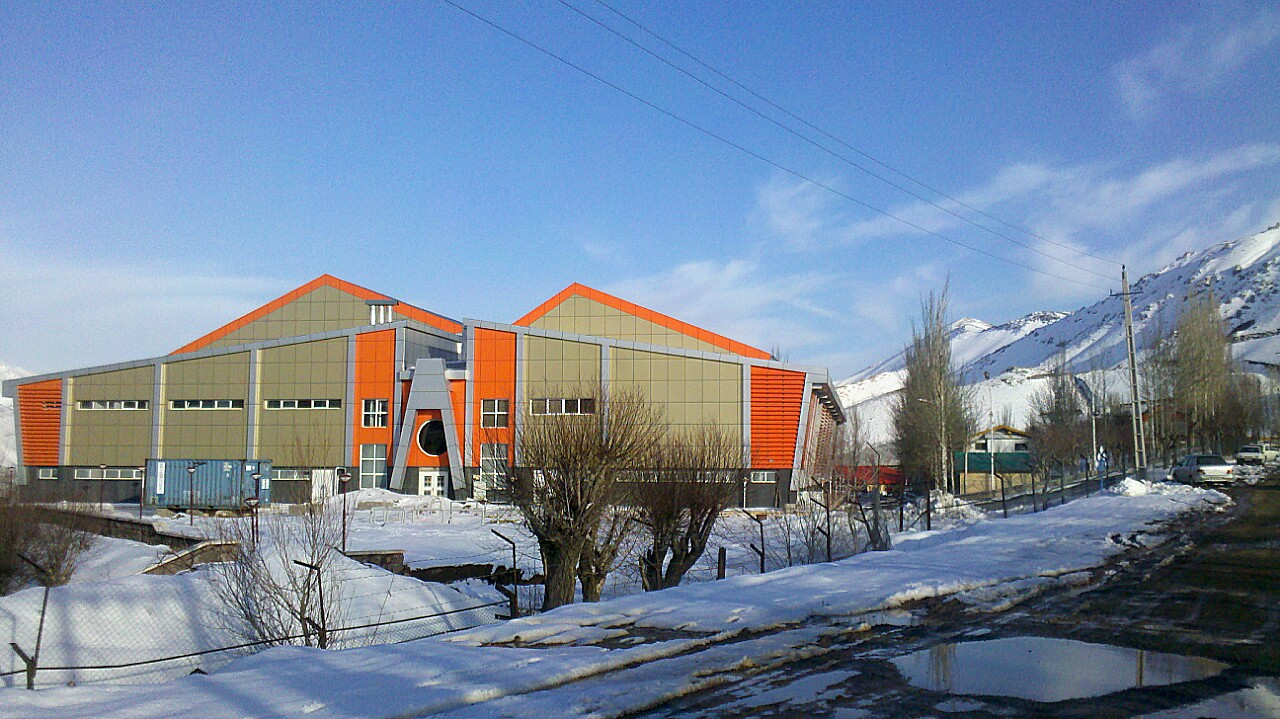
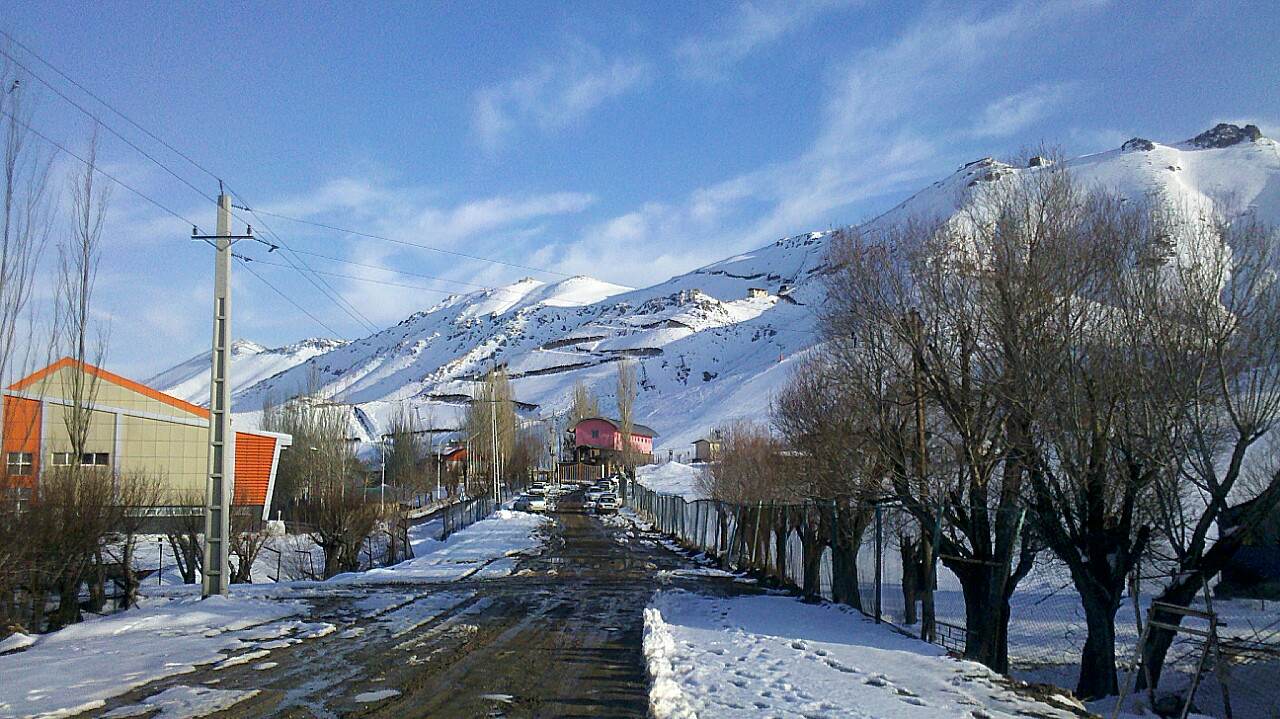
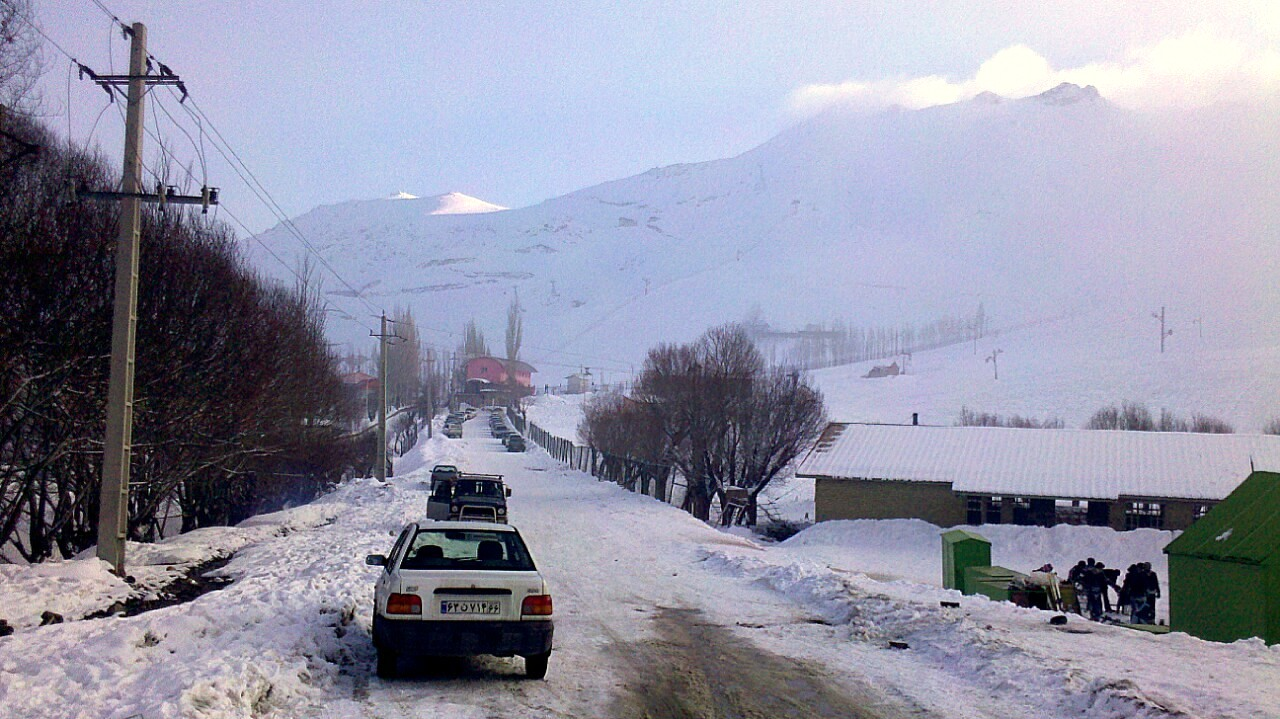
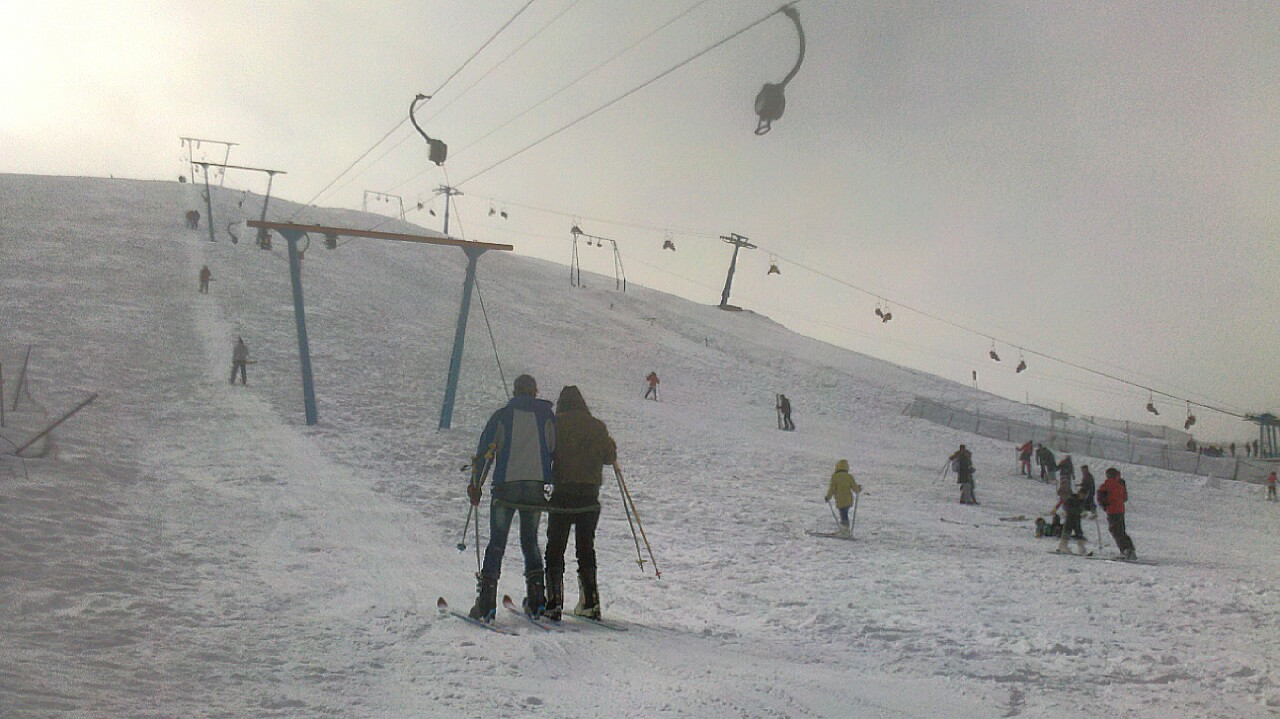